# Różan
Różan – miasto w województwie mazowieckim, w powiecie makowskim, położone na prawym brzegu Narwi, na Mazowszu. Siedziba gminy miejsko-wiejskiej Różan. 
Miasto królewskie Korony Królestwa Polskiego w województwie mazowieckim. Miejsce obrad sejmików ziemskich ziemi różańskiej od XVI wieku do pierwszej połowy XVIII wieku. W latach 1975–1998 miasto administracyjnie należało do woj. ostrołęckiego. Według danych z 31 grudnia 2012 miasto miało 2757 mieszkańców, natomiast gmina miejsko-wiejska Różan liczyła 4548 mieszkańców.
W Różanie funkcjonuje jedyne w Polsce Składowisko Odpadów Promieniotwórczych.

## Demografia

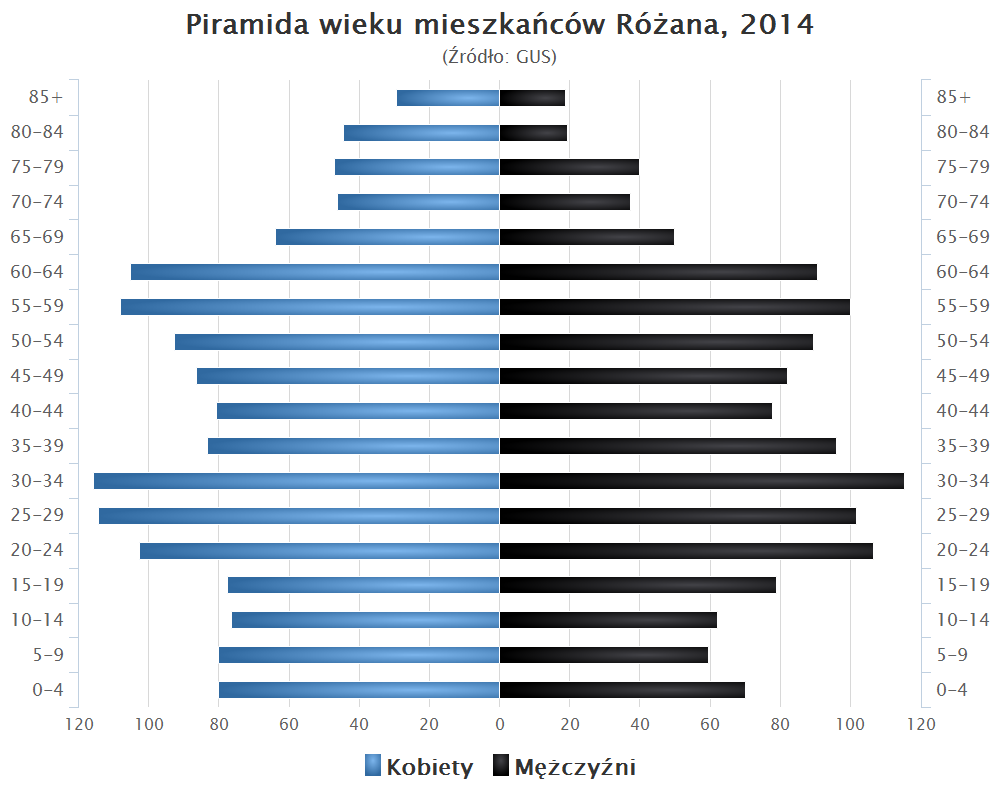
Piramida wieku mieszkańców Różana w 2014 roku

## Historia
Odnalezione podczas wykopalisk przedmioty wskazują na zasiedlenie obecnego terenu Różana już w epoce brązu. Początkowo (XII-XIII wiek) osada nosiła nazwę Rożan i była wsią książęcą, a być może grodem. Wpływ na rozwój miało położenie nad spławną rzeką. W 1378 książę Janusz I Starszy lokował miasto Różan na prawie chełmińskim, a w 1403 nadał miejscowości przywilej na pobieranie opłat z prowadzenia łaźni i wagi miejskiej. W 1526 księżna Anna Mazowiecka nadała Różanowi przywilej budowy mostu na Narwi i poboru opłat za przejazd. Od XV w. miasto było stolicą powiatu różańskiego i ziemi różańskiej, a od XVI w. starostwa grodowego (wiek ten był okresem intensywnego rozwoju miasta). W 1581 ustanowiono tu skład soli dla całego północnego Mazowsza. W Różanie kilkakrotnie przebywała królowa Bona Sforza, która odbudowała nieistniejący już zamek. W 1565 było tu 330 domów i cztery młyny (trzy na Różanicy). Organizowano trzy duże jarmarki rocznie. Pobierano cło wodne od barek. Funkcjonowały cechy, np. tkaczy, krawców, sukienników, czy szewców. Handlowano zbożem i darami lasu z okolicznych puszcz (drewnem, smołą, skórami, miodem i woskiem). Upadek miasta miał miejsce na przełomie XVII i XVIII w (od 1565 do 1617 ubyły 104 domy). W następstwie zaraz i wojen szwedzkich zabudowa skurczyła się do 65 domostw w 1777. 
Ożywienie nastąpiło w drugiej połowie XIX wieku. Powstał browar, garbarnia, a także fabryka miodu. Aktywność przejawiali w rejonie Różana powstańcy styczniowi. W odwecie a to carat pozbawił miejscowość praw miejskich (1869), a generał Aleksiej Kuropatkin urządził tu garnizon wojskowy i wybudował cztery forty na lewym brzegu Narwi (1880). W 1910 miasto liczyło 4500 mieszkańców. 

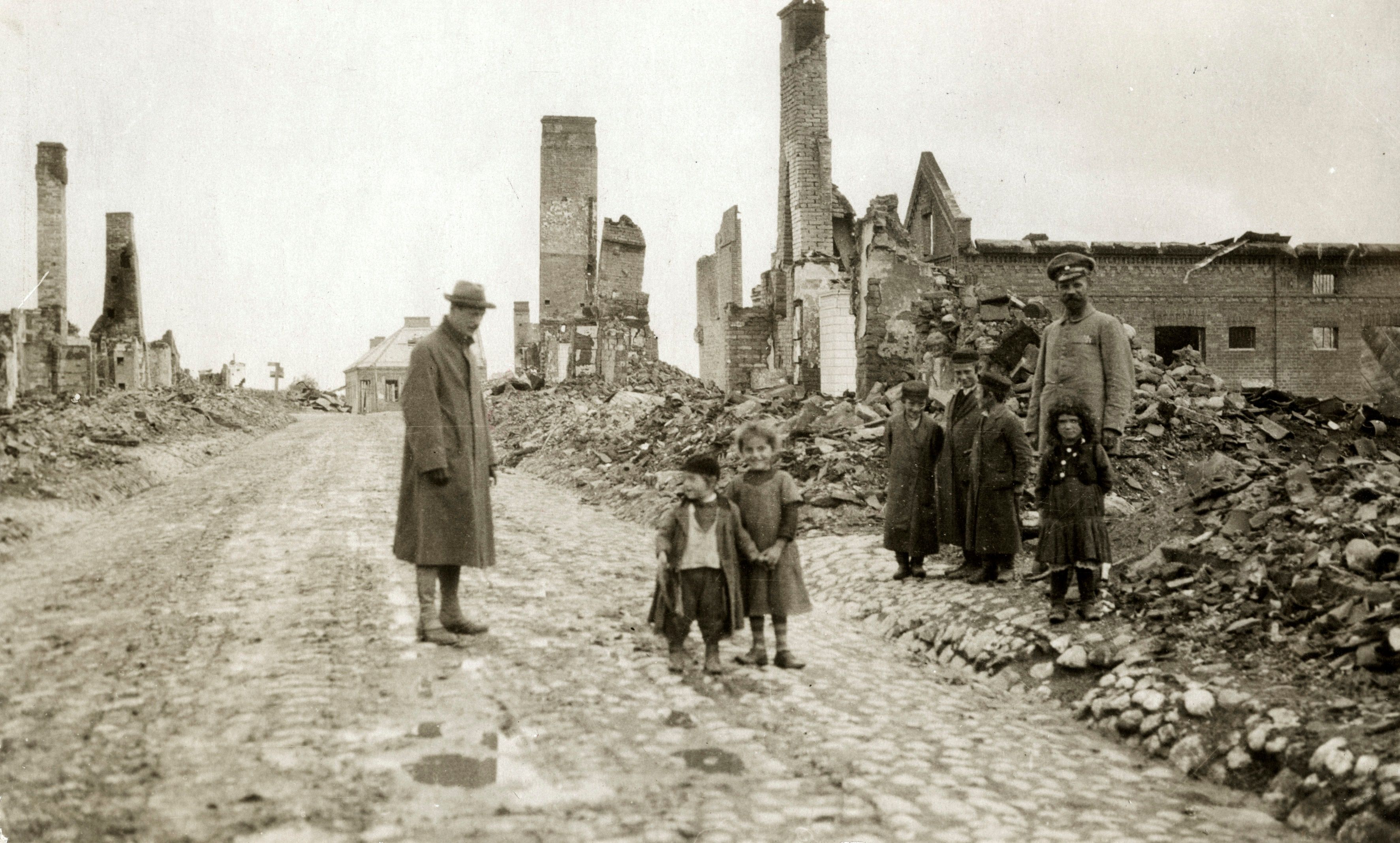
Zgliszcza Różana po walkach w 1915 r., na pierwszym planie widoczne m.in. dzieci żydowskie

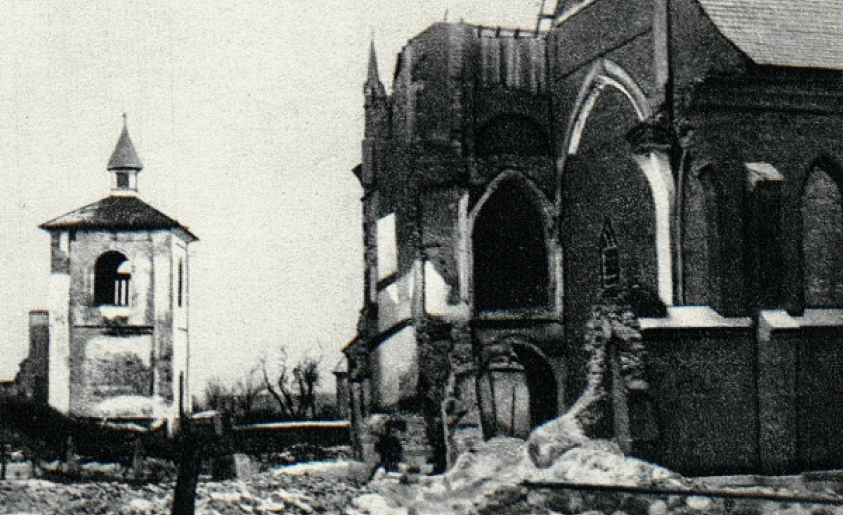
Zniszczony kościół św. Anny podczas I wojny światowej

W trakcie I wojny światowej (20 lipca 1915) po zdobyciu przez wojska pruskie Przasnysza, rozpoczęło się oblężenie Różana, bronionego przez 33 Dywizję Piechoty z 21 Korpusu 1 Armii. Po krwawych walkach toczonych na przedpolach miasta (szczególnie intensywne walki miały miejsce we wsi Miłony), 24 lipca Rosjanie wycofali się na wschodni brzeg Narwi, podpalając most oraz miasto. Ostatecznie całe miasto zostało zdobyte przez wojska pruskie na początku sierpnia 1915. 
Po odzyskaniu niepodległości przez Polskę Różan odzyskał w 1919 prawa miejskie, zaczęła się rozwijać lokalna gospodarka, handel i drobny przemysł. Osiągnięto też najwyższy w historii stan ludności (5800 mieszkańców). W 1921 roku zabito w miejscowości 17 Żydów za współpracę z bolszewikami. Reszta mieszkańców pochodzenia żydowskiego uciekła do Goworowa. Po ich przymusowym powrocie wojsko i policja rozstrzelały kolejnych kilkunastu Żydów (m.in. dowódcę bolszewickiej milicji).

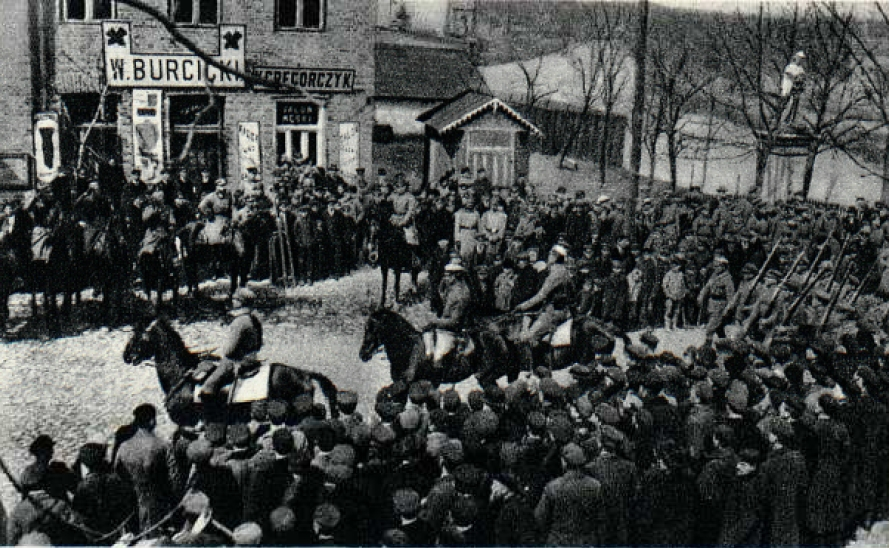
Wejście 2 Pułku Piechoty Legionów Polskich do Różana w 1916 r.

W okresie międzywojennym blisko połowę mieszkańców miasta stanowili Żydzi. W czasie obrony Różana w 1939 miasto niewiele ucierpiało, a skuteczna obrona mostu w dniach 5-8 września została odwołana na skutek sprzecznych rozkazów i przekroczenia Narwi przez oddziały niemieckiego Korpusu Wodrick na południe i północ od miasta. Podczas okupacji Niemcy urządzili getto dla Żydów w jednym z porosyjskich fortów (przebywało tam kilkaset osób). Jesienią 1944 podczas walk o uchwycenie przez Armię Czerwoną (generałowie Prokofij Romanienko i Aleksandr Gorbatow) przyczółków na zachodnim brzegu Narwi miasto zostało zniszczone w 95%. Różan, Warka i Maków były najbardziej zniszczonymi wówczas miastami Mazowsza. Po wojnie budynki stopniowo odbudowano. Powstały wówczas niewielkie zakłady produkcyjne i osiedle mieszkaniowe. W 1953 oddano do użytku nowy most na Narwi, w 1955 zbudowano Liceum Pedagogiczne, a później szkołę (tysiąclatkę), stanicę wodną PTTK i ośrodek wypoczynkowy Warszawskiej Fabryki Pomp. W 1964 powstał Zakład Produkcji Drzewnej "Las", a w 1968 zakład spółdzielni pracy "Motortransport" z Warszawy, a potem też Zakłady Systemów Mikrokomputerowych "Mera".

## Zabytki

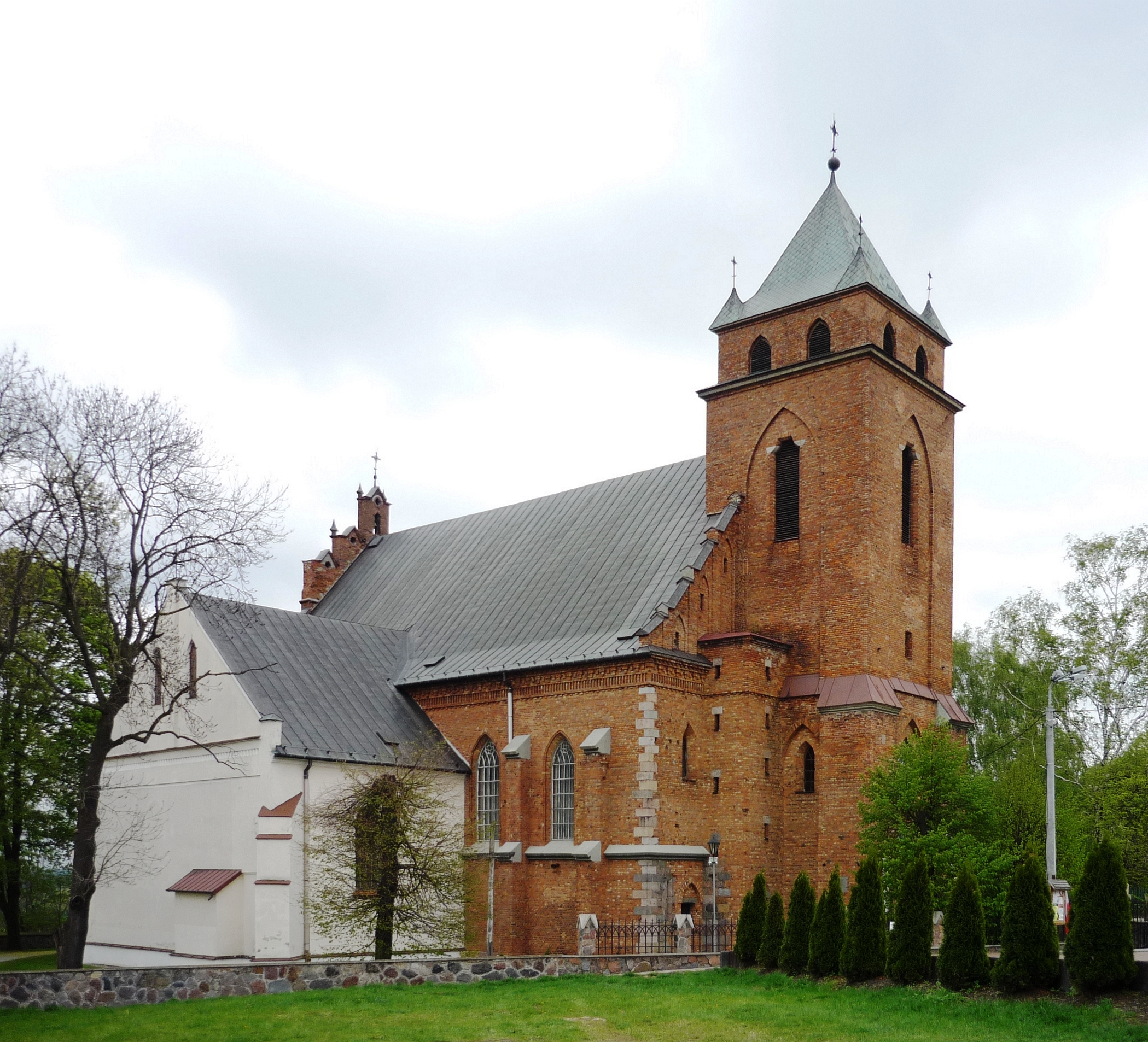
Kościół św. Anny

Zabytkami miasta są: neogotycki kościół parafialny św. Anny, pierwotnie gotycki z XVI wieku i kaplica grobowa rodziny Kossakowskich z 1880. Świątynia jest siedzibą parafii św. Anny. W strukturze kościoła rzymskokatolickiego parafia należy do metropolii białostockiej, diecezji łomżyńskiej, dekanatu Różan.
W mieście znajdują się forty carskiej twierdzy, wzniesionej w początku XX wieku. W jednym z jej fortów znajduje się Krajowe Składowisko Odpadów Promieniotwórczych. Składowisko mieści się na terenie dawnego fortu o powierzchni 3,045 ha.
W 2007 fort nr 1 jako działka nr 106 o powierzchni 2,6840 ha został wystawiony na sprzedaż przez starostę powiatu makowskiego. Fort został wpisany do rejestru zabytków pod nr 5/78/117 w dniu 20.04.1978.

## Transport
Miasto stanowi węzeł drogowy, przebiegają tu drogi krajowe o numerach 53, 60 oraz 61.

## Różan w kulturze
Różanowi poświęcona jest piosenka Jana Krzysztofa Kelusa pt. Różan.

## Galeria

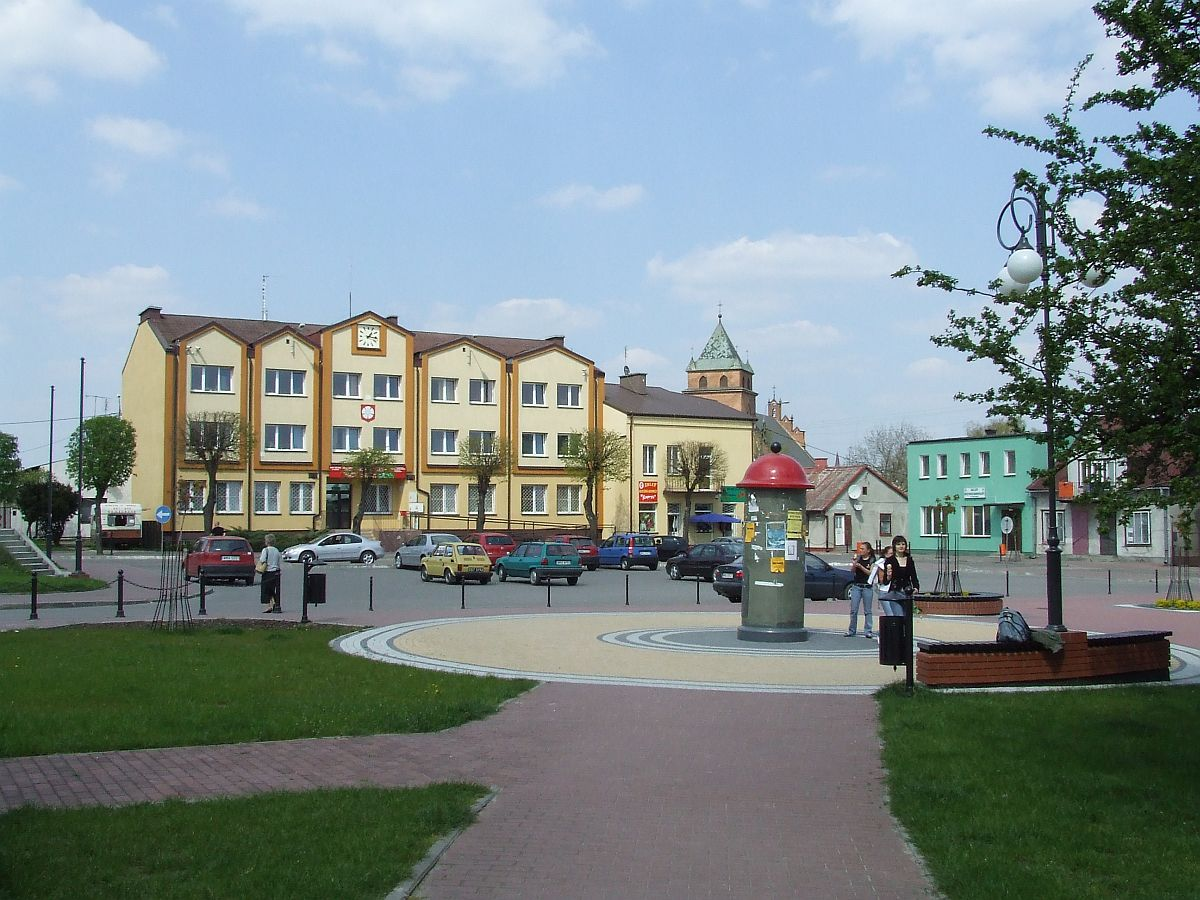
Rynek
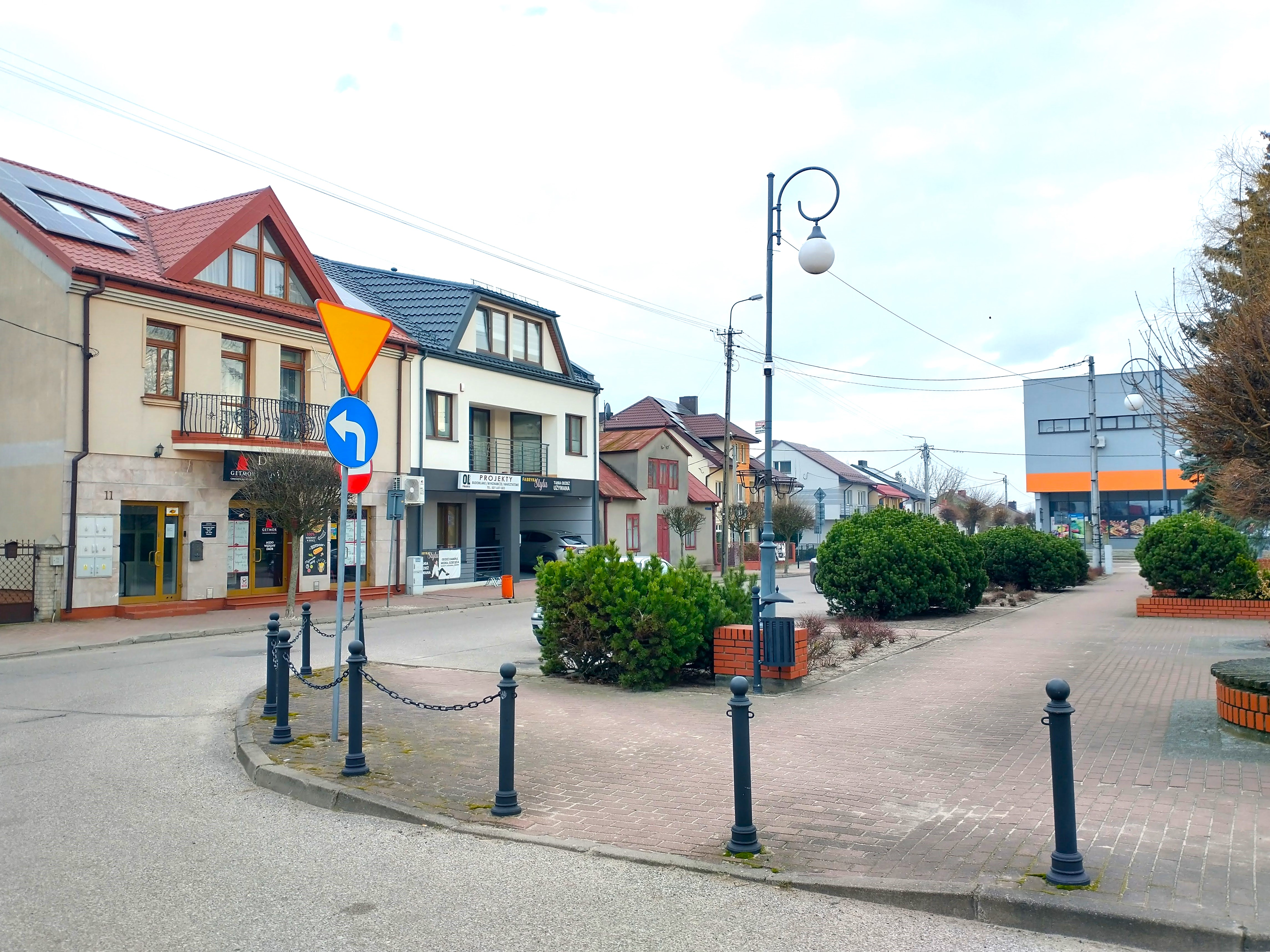
Fragment rynku
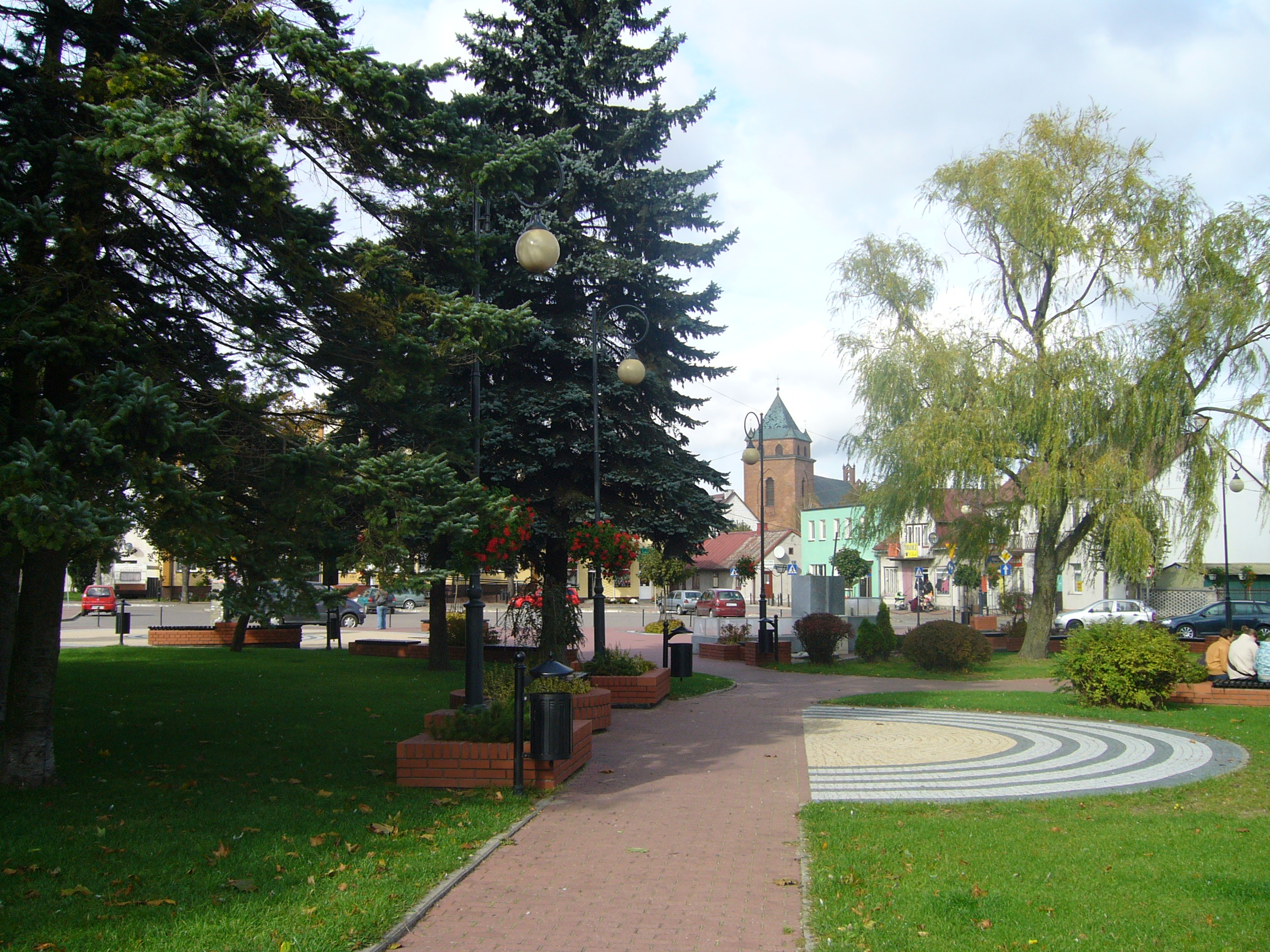
Centrum miasta
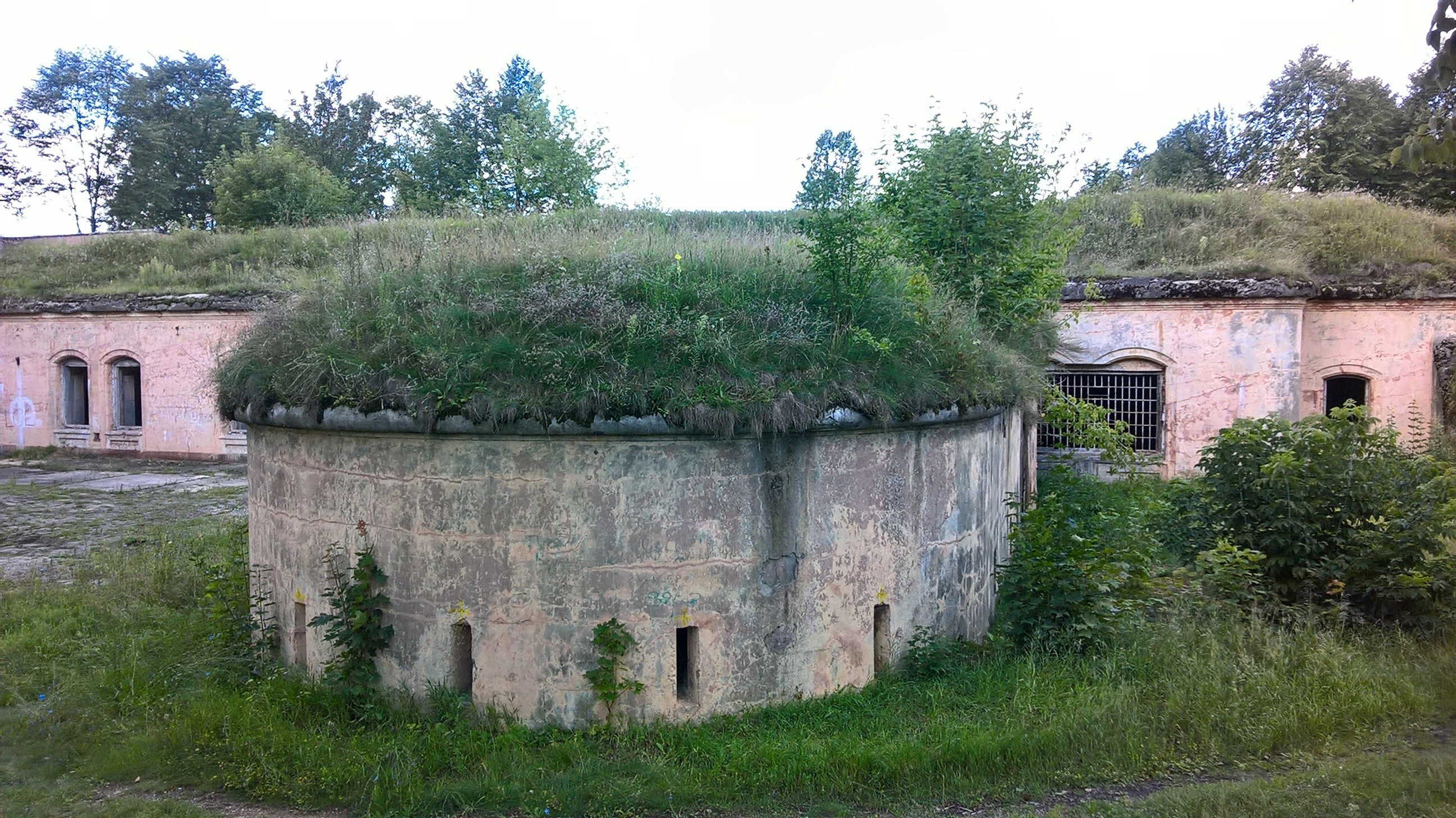
Kaponiera Fortu I Twierdzy Różan
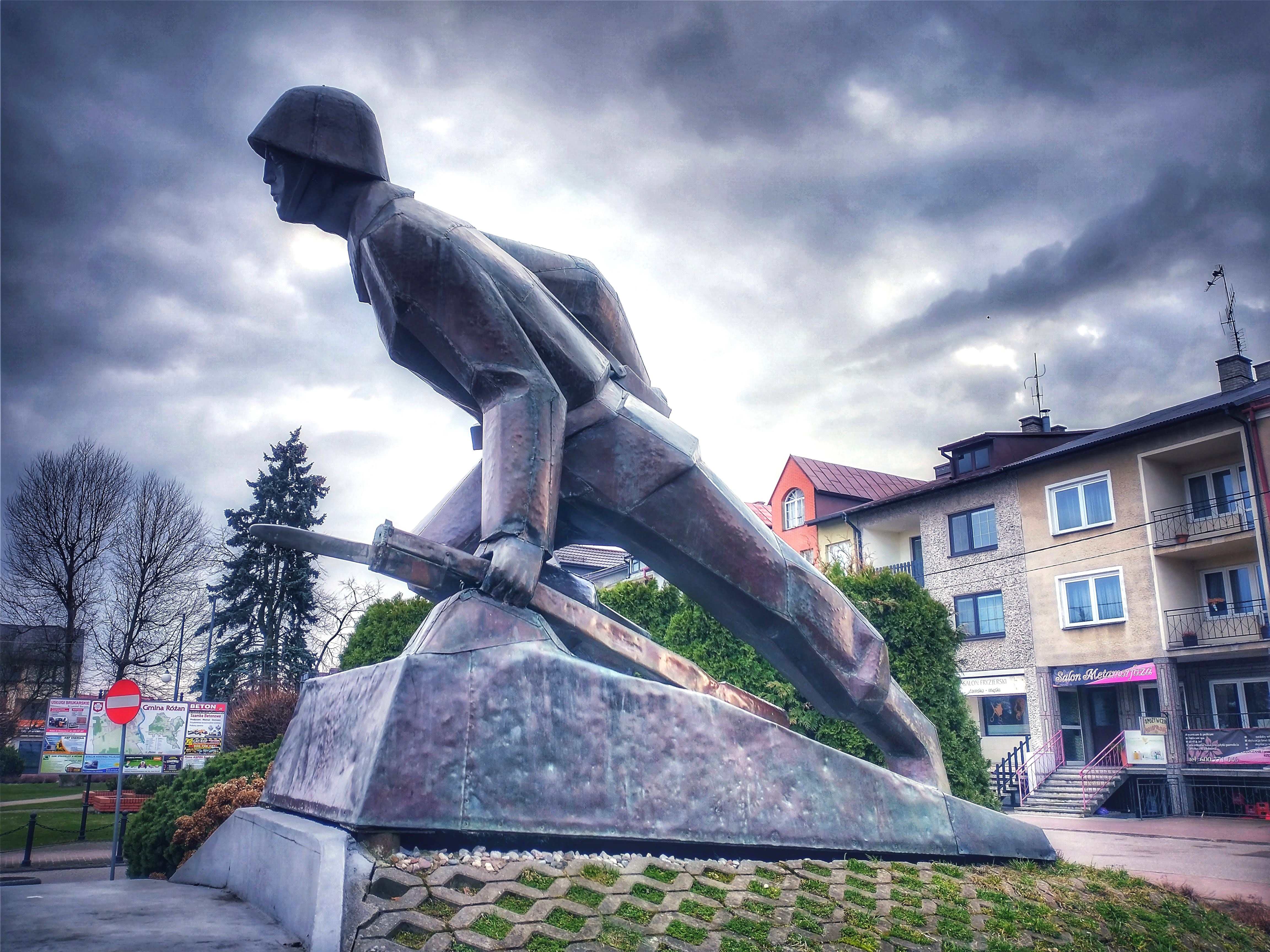
Pomnik Obrońców Różana 1939
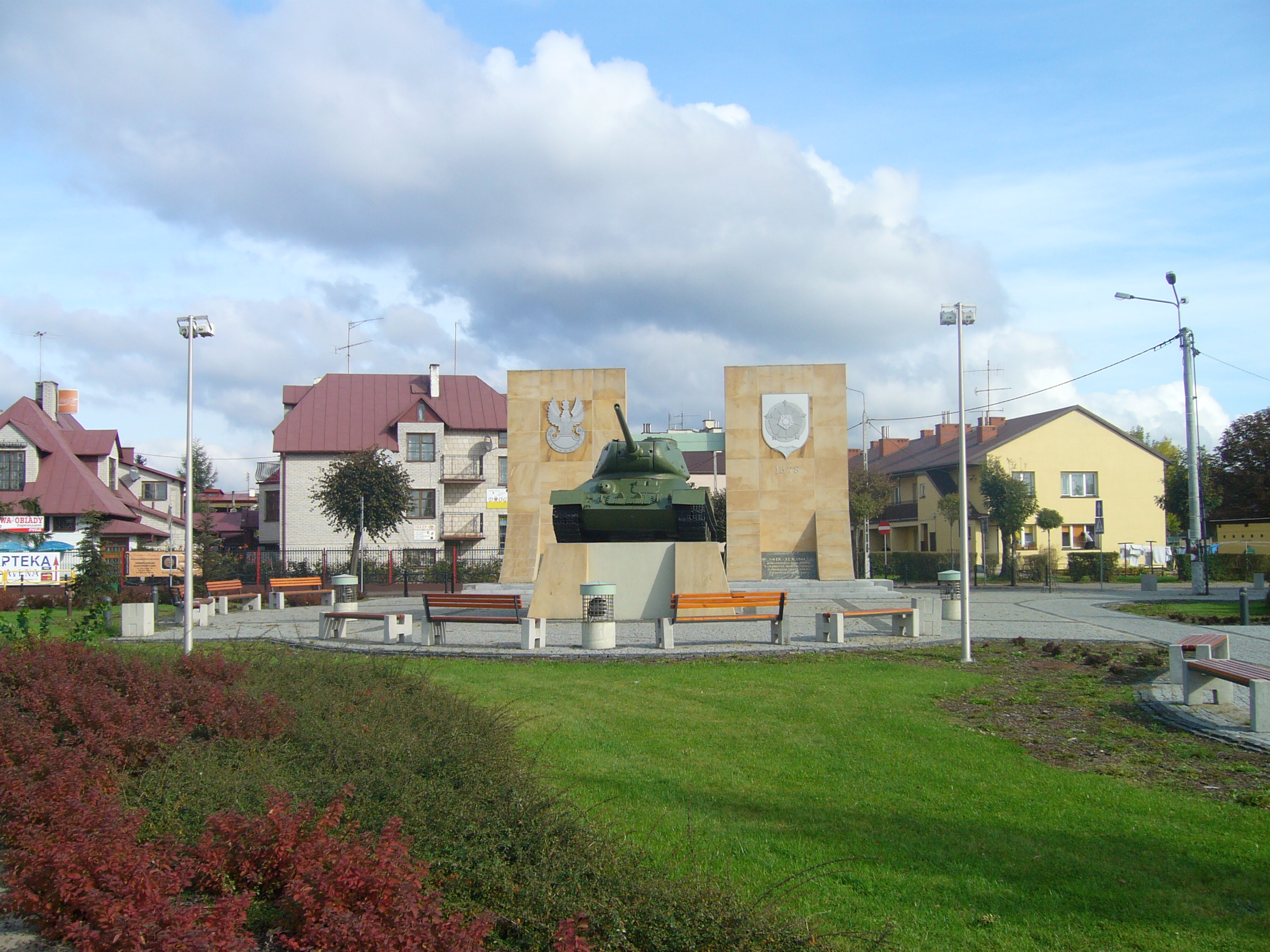
Pomnik Bohaterom Wojska Polskiego poległym w walce z faszyzmem niemieckim za wolność ziemi różańskiej

## Honorowi Obywatele (m.in.)
- Jan Mieczysław Żytowiecki[13]